# 第三者中継
第三者中継（だいさんしゃちゅうけい、英: Third-Party Mail Relay）、またはオープンリレー（英: Open mail relay）とは、インターネット関連の用語であり、ユーザー認証を伴わずに第三者が自由に電子メールを送信（中継）可能なサーバを指す。

## 概要
通常のメールサーバは、プロバイダや会社・組織において管理されており、あらかじめ登録されたユーザーのみが認証を受けることによって利用することができる。
これに対して第三者中継サーバは、不特定のユーザーが、自由にメールを送信できるため、犯罪者が迷惑メール送信に利用するなど、インターネットにおけるセキュリティ上の脅威となっている。
一般的には早急に改善されるべき状態とされ、ORDB.orgなど、それらを専門に監視・警告する団体も存在している。

## 歴史的経緯
そもそもインターネットは、性善説的な思想に基づいて設計された実験的なネットワークから発達してきており、この「第三者中継」も広く導入・利用されてきたものであった。
パソコン通信時代のメールシステム研究・実験段階のインターネットが一般公開される前夜、つまり1980年半ばから1990年初めに全盛を極めたパソコン通信においては、その通信会社のセンターサーバに接続し、会員同士でのメール交換が可能だった。しかし、別の会社が運営するサーバ宛には、基本的にメール送信ができなかった。その後、時代が下って、それぞれのパソコン通信会社の間にネットワーク経路が設けられるようになり、相互にメール送受信が可能になった。
メールシステムの連結による弊害こうして出来あがった電子メールのネットワーク上には、'スパマー'(Spamer。ネットワーク上で迷惑メールを繰り返し送る者）も現れた。パソコン通信会社の相互連結ができると、スパマーは自身が契約しているサービス会社のサーバを使わずに、他の会社のサーバから迷惑メールを送信し始めた。これにより、どのユーザーがメール送信しているかが、各々のパソコン通信会社内では掴めなくなり、この頃より迷惑メールが本格的になった。
共通認識となった危険な第三者中継やがてインターネットに繋がったパソコン通信会社のネットワーク（後のインターネット・サービス・プロバイダ）は、これらパソコン通信時代の教訓から、外部からのメールサーバ利用を阻止するようになった。この頃から「第三者中継は危険な設定」という認識が生まれ始めた。それでもなお、現在でも無知や無理解から放置される第三者中継メールサーバは多数存在しており、それらはフリーメールサービス同様に、迷惑メールの温床として、今日では迷惑メール送信者自身同様に嫌われる存在になっている。

## 第三者中継に関する問題
存在することで起こる問題第三者中継メールサーバは現在、米国に置いてはスパムメール業者は元より、テロリストの連絡用にすら悪用されかねないとして、「違法とすべきである」とすら云われており、その在り様が問題視されている。
存在しないことで起こり得る問題社会正義に基く匿名の内部告発者を守るためや、現在世界随所に少なからず存在する「言論統制するような専制政治国家」の住人等が、自由な意見交換や思索を行うためにも、これら匿名性が確保されたネット・リソースが必要だとみている人権活動家もいる。
この両者は双子の問題であり、これら匿名サービスの利用者をサービス提供側が選べないことに起因し、選べばすなわち匿名性の利便性が損なわれ、選ばなければ悪用されるというジレンマを含んでいる。